# 男人的一半是女人
《男人的一半是女人》 是中國已故的作家張賢亮的小說， 故事背景是章永璘在1960年代勞改營的故事，控訴毛澤東時代的殘暴統治。小說中有關於性行為的描寫。